# Croix de Marbre
La Croix de Marbre est située à Nice, sur la place du même nom, dans le département français des Alpes-Maritimes. Elle est érigée en 1568 en souvenir du traité de la Paix de Nice signé en 1538.

## Description
Situé sur le trottoir sud de la place, rue de France, à environ cent mètres de la Promenade des Anglais, le monument se présente sous la forme d'un édicule. Il est assis sur un piédestal, d'environ quatre mètres carrés, constitué d'un parement de plusieurs rangées de pierre de taille. En hauteur, une coupole aux tuiles vernissées et reposant sur quatre colonnes, abrite un crucifix en marbre de Carrare blanc.
Sur le fronton figure l'inscription : « SIGNVM HOC CRVCIS DEDICARVNT NOBILIS MELCHIO[R] MALETVS MARIVS BALDOINVS MANVEL GERBONVS IACOBVS CVGIA CO[N]S[VLE]S E N D[OMI]N[V]S HONORATVS GRIMALDVS RICHERIVS ASSESOR ANNO M 1568 DIE 4 MA[RTII] E E » (traduction : « Ce signe de croix a été consacré par le noble Melchior Malet, Marius Baudoin, Emmanuel Gerbon, Jacques Cuggia consuls, et le seigneur Honoré Grimaldi Richier assesseur, le 4 mars 1568. »)

## Historique
Dès 1538, une croix de bois est érigée pour commémorer le Congrès de Nice, en souvenir de la fameuse entrevue entre François Ier et Charles Quint avec la médiation du pape Paul III. Les deux rois sont venus à l'invitation du Pape qui souhaite mettre fin à la longue guerre entre la France et le Saint-Empire romain germanique. La croix fut élevée à l'endroit même où le pape Paul III officia en 1538. Le monument est placé au bord de la route de France, à l'entrée de la ville de Nice d'alors.
En 1543, la croix de bois, ainsi que le vaste couvent de la Sainte-Croix situé tout près, est détruite par les boulets de canons des Turcs ottomans durant le siège de Nice.
En 1568, une nouvelle croix, en marbre cette fois-ci, est construite au même emplacement. Mais elle aussi va connaître au fil des siècles de nombreuses mésaventures. 
En 1668, à la suite d'une violente tempête, elle est renversée de son piédestal et se brise en touchant terre. 
En 1733, le conseil communal constate le mauvais état du monument et restaure la vieille croix. Dans les années 1782-1783, une opération de sauvegarde est décidée. L’on reconstruit le socle en pierre, la coupole est recouverte de cinq cents tuiles vernissées et la croix est consolidée par des soudures au plomb. Seules les quatre colonnes ne sont pas remplacées et semblent dater de sa construction d’origine en 1568. 
En 1796, lors des mesures anti-religieuses décrétées par le Directoire, la croix est renversée puis replacée en 1807 sur son socle. 
En novembre 1880, un acte de malveillance la renverse de nouveau. Brisée, elle est remplacée par l'exemplaire actuel, œuvre du sculpteur Schaeffer.
La Croix est classée monument historique par arrêté du 13 août 1906.
Elle est sise en face d’un autre monument historique : la Colonne du pape, située elle aussi sur la Place de la Croix de Marbre.

## Le faubourg de la Croix-de-Marbre
Au milieu du XIXe siècle, la croix de marbre donne son nom à un faubourg situé sur la rive droite du Paillon, qui s’étend de l’embouchure du Paillon jusqu’au vallon de Magnan. À cette époque, en dehors d’un hameau groupé autour de la Croix, le faubourg est un vaste jardin potager parsemé de quelques maisons rurales. C’est aussi le lieu de prédilection où séjournent les hivernants anglais qui, dès le début du XIXe siècle, y établissent  une église et un cimetière en 1820. La population du quartier ne cesse de croître. En 1854, le conseil municipal et le Consiglio d'Ornato approuvent l’aménagement et l’agrandissement de ce faubourg par l’exécution du Plan régulateur de la ville de Nice.